# 里奥卡斯卡
里奥卡斯卡是巴西米纳斯吉拉斯州的一个市镇。总面积384.174平方公里，总人口14496人，人口密度37.7人/平方公里。